# Erlenbach bei Kandel
Erlenbach bei Kandel es un municipio situado en el distrito de Germersheim, en el estado federado de Renania-Palatinado (Alemania). Su población estimada a finales de 2016 era de 779 habitantes.
Se encuentra ubicado al sur del estado, cerca de la orilla izquierda del río Rin, y de la frontera con Francia y el estado de Baden-Wurtemberg.